# Пиетро Пазинати
Пиетро Пазинати (на италиански: Pietro Pasinati) е италиански футболист, полузащитник и треньор.

## Кариера
Пиетро Пазинати е роден на 21 юли 1910 г. в района на Сан Джакомо в Триест.
Той започва кариерата си в Триестина, където прави дебюта си в първия отбор на 13 октомври 1929 г. в мач с Болоня (2:2), играе на позицията централен полузащитник, няколко години по-късно той е преместен в дясната част на халфовата линия, където бързо се превръща в един от лидерите на отбора, а през 1936 г. е повикан от Виторио Поцо в италианския национален отбор, за който прави своя дебют на 5 април в мача с Швейцария, койта италианците печят с 2:1. През 1938 г., годината, в която Триестина заема 6-о място в Серия А, Пазинати заминава с националния отбор на световното първенство във Франция, където изиграва само 1 мач срещу Норвегия, където той подава топката на Силвио Пиола, когато той вкарва втория гол за италианците. След Мондиала, Пазинати престава да попада в състава за следващите мачове, поради конфликт с треньора Поцо, понеже играчът не е на снимката след финалния мач.
През 1939 г. Пиетро Пазинати, след 12 години в Триестина преминава в Милан, а година по-късно в Новара Калчо. След това се завръща в Триестина, където играе с прекъсвания до 1946 г., включително и през 1944 г., когато се провежда военното първенство на Италия. Рекордьор по изиграни мачове за Триестина. След Триестина, Пазинати играе за Кремонезе в Серия Б и завършва кариерата си в Сан-Джовани.
След приключване на кариерата си, Пазинати става треньор, като се започва работа в Понциана, а след това преминава през Салернитана, Триестина, Катандзаро, Самбенедетезе и Емполи. След като завършва треньорската си кариера, Пазинати се посвещава на стъкларската фабрика, принадлежаща на семейството му. През 2000 г. Пиетро Пазинати е откаран в болница, където умира на 15 ноември.

## Отличия

### Международни
Италия
- Световно първенство по футбол: 1938